# 杜林干達足球會
杜林干達足球會（Drumcondra Football Club）是一間位於愛爾蘭首都都柏林北部城市杜林干達（Drumcondra）的足球會，於1923年成立，球隊現時參加愛爾蘭低組別的倫斯特高級聯賽（Leinster Senior League Senior Division 1A）。
杜林干達於1926年開始在倫斯特高級聯賽比賽，同年贏得首屆FAI中級盃冠軍及FAI盃冠軍，首年即成為盃賽雙冠王；翌年再奪得倫斯特高級聯賽冠軍。1928–29年賽季杜林干達首次亮相愛爾蘭足球聯賽，並在第一個賽季獲得第四名，然而杜林干達等到1940年代後期才能贏得他們的第一個聯賽冠軍，在1947-48年和1948-49年連續兩年贏得冠軍。1953年，來自鄧多克的大北方鐵路公司（Great Northern Railway）商人山姆·普羅爾（Sam Prole）買下杜林干達，他為球隊引入球場邊廣告，並於1953年在球隊主場托爾卡公園安裝泛光燈，令杜林干達成為第一個擁有泛光燈的愛爾蘭球會。
1957–58年贏得球隊第三個愛爾蘭足球聯賽，首次獲得資格參加歐洲冠軍球會盃，他們於1958年10月1日在达利穆恩特公园球场迎戰西班牙勁旅馬德里體育會作為首次亮相歐洲賽，最終以8-0輸掉比賽，隨後作客又以5-1落敗。1961年第二次參加歐洲冠軍球會盃遇上西德紐倫堡，同樣兩回合都是落敗收場。翌年球隊參加國際城市博覽會盃，遇上丹麥的歐登塞代表隊首回合以4-1取勝，為愛爾蘭球隊取得歐洲賽事第一場勝利，隨後次回合以2-4輸掉，總回合以6-5出線；然而第二圈遇上西德勁旅拜仁慕尼黑，首回合客場0-6不敵而次回合他們以1-0獲勝，比利·迪克森（Billy Dixon）射入致勝入球。

## 歐洲賽成績
| 賽季    | 賽事             | 階段         | 球會             | 主場 | 作客 | 總計 |
| ------- | ---------------- | ------------ | ---------------- | ---- | ---- | ---- |
| 1958–59 | 歐洲冠軍球會盃   | 外圍賽       | 馬德里體育會     | 1–5  | 0–8  | 1–13 |
| 1961–62 | 歐洲冠軍球會盃   | 外圍賽       | 紐倫堡           | 1–4  | 0–5  | 1–9  |
| 1962–63 | 國際城市博覽會盃 | 第一圈外圍賽 | 歐登塞代表隊     | 4–1  | 2–4  | 6–5  |
| 1962–63 | 國際城市博覽會盃 | 第二圈外圍賽 | 拜仁慕尼黑       | 1–0  | 0–6  | 1–7  |
| 1965–66 | 歐洲冠軍球會盃   | 外圍賽       | 法蘭克福維多利亞 | 1–0  | 0–3  | 1–3  |
| 1966–67 | 國際城市博覽會盃 | 外圍賽       | 法蘭克福         | 0–2  | 1–6  | 1–8  |

## 球會榮譽
- 爱尔兰足球联赛

 冠軍 (5)：1947–48, 1948–49, 1957–58, 1960–61, 1964–65
- 愛爾蘭足協盃

 冠軍 (5)：1926–27, 1942–43, 1945–46, 1953–54, 1956–57
- 愛爾蘭聯賽盾

 冠軍 (5)：1945–46, 1946–47, 1950–51, 1961–62
- LFA總統盃

 冠軍 (7)：1946–47, 1947–48, 1949–50, 1950–51, 1958–59, 1961–62, 1966–67
- 都柏林城市盃

 冠軍 (6)：1939–40, 1940–41, 1949–50, 1950–51, 1951–52, 1960–61
- PJ凱西盃: 1
  - 1962–63[10][11]
- 倫斯特高級聯賽

 冠軍 (4)：1927–28, 1928–29, 1945–46, 1951–52
- 倫斯特高級盃

 冠軍 (11)：1933–34, 1935–36, 1938–39, 1942–43, 1943–44, 1944–45, 1949–50, 1953–54, 1958–59, 1959–60, 1961–62
- FAI中級盃

 冠軍 (2)：1926–27, 1946–47
- FAI少年盃

 冠軍 (2)：1938–39, 1939–40

## 外部鏈接
- 杜林干達足球會官方網站 （页面存档备份，存于）